# Ernst Dospel
Ernst Dospel (Absdorf, 8 de outubro de 1976) é um ex-futebolista austríaco que jogava como defensor.

## Títulos
Austria Wien
- Campeonato Austríaco(2002-03 e 2005-06)
- Taça da Áustria(2002-03,2004-05 e 2005-06)
- Supertaça da Áustria(2003-04 e 2004-05)